# Kruidnagelolie

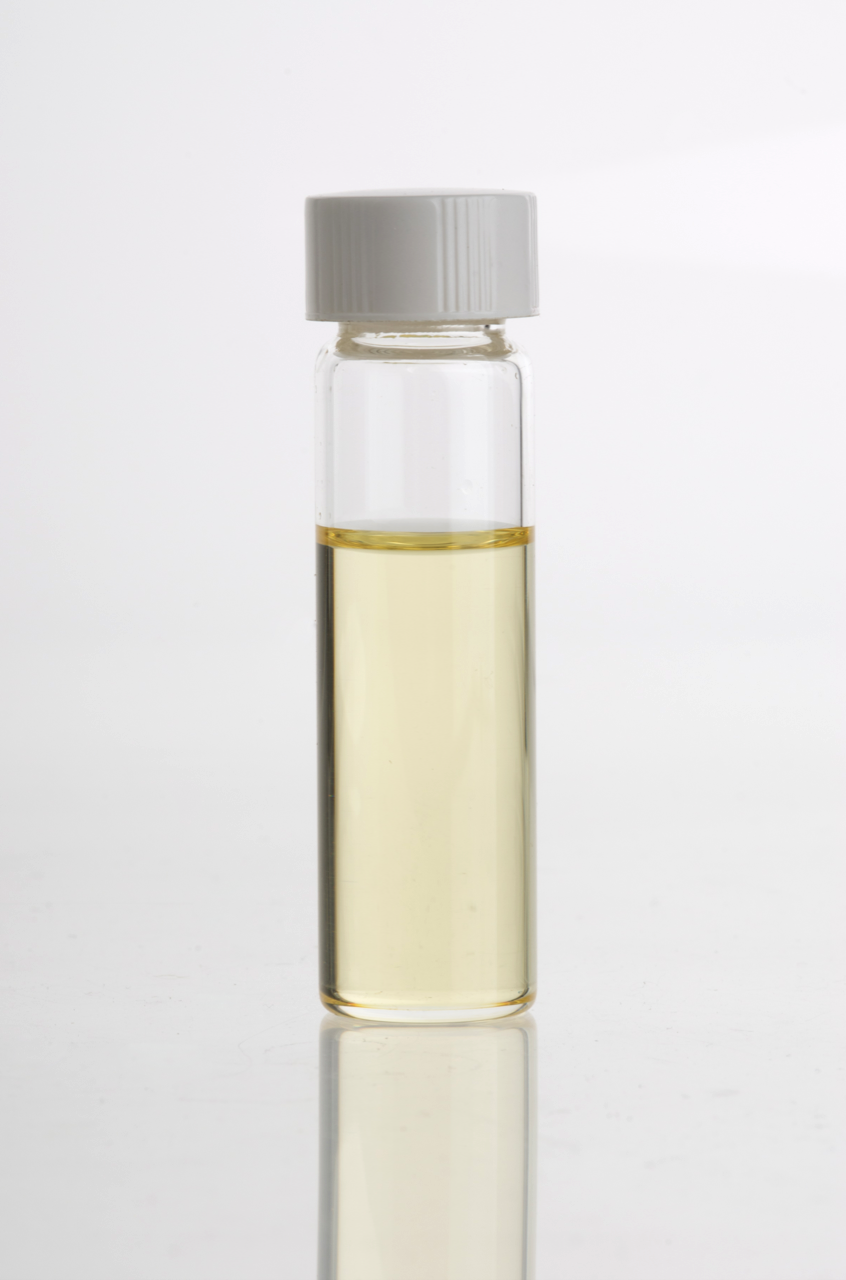
Flesje kruidnagelolie

Kruidnagelolie is een etherische olie die door stoomdestillatie uit de bladeren of de bloemknoppen van de kruidnagel wordt verkregen.

## Eigenschappen
Kruidnagelolie is een geel tot bruine olie. Het hoofdbestanddeel is eugenol. Daarnaast bevat het onder andere bèta-caryofylleen, eugenylacetaat en humuleen.  
Door het hoge percentage eugenol kan gebruik van kruidnagelolie leiden tot een allergische reactie.
Kruidnagelolie kan bij verslikken een chemische longontsteking veroorzaken, vandaar dat de olie als schadelijk wordt geëtiketteerd. Ook bij opname door de mond is de olie schadelijk.
Kruidnagelolie bevat een klein beetje methyleugenol dat bij dierproeven kankerverwekkend bleek.

## Soorten
De kruidnagelolie van de kruidnagels zelf bevat wat minder eugenol dan de bladolie. Daarnaast bevat de bladolie vrijwel geen eugenylacetaat. Als regel worden beide soorten door elkaar gebruikt.

## Gebruik
Kruidnagelolie wordt veel gebruikt als geurstof, zowel in fijne parfums en andere cosmetica als in wasmiddelen. Het is belangrijk in anjer geurcomposities. Kruidnagelolie wordt ook als smaakstof gebruikt. Kruidnagelolie wordt in de tandheelkunde sporadisch gebruikt als ontsmettend en verdovend middel, zink-eugenol wordt wel als bestanddeel ingebracht bij een wortelkanaalbehandeling. In verf en lijm werd het als conserveermiddel gebruikt. Vanwege de verdovende, ontspannende en giftige werking wordt kruidnagel gebruikt om zieke aquariumvissen mee te euthanaseren. Ook was  kruidnagelolie een belangrijke bron voor de winning van eugenol.

## Aromatherapie
In de aromatherapie is gebruik van kruidnagelolie omstreden vanwege de giftigheid en de mogelijke kankerverwekkendheid. Sommige aromatherapeuten gebruiken het om die reden niet.
Toepassingen binnen de aromatherapie zijn onder meer:
- Bij blauwe plekken
- Bij huidschimmel
- Bij maagkrampen
- Bij kiespijn
- Tegen acne